# Sarah-Jane Wijdenbosch
Sarah-Jane Wijdenbosch, bekend onder haar artiestennaam Sarah-Jane  (Amsterdam, 29 april 1986), is een Nederlandse soulzangeres en zingt sinds jonge leeftijd. Sarah-Jane begon haar carrière als achtergrondzangeres voor verschillende Nederlandse artiesten, zoals Sabrina Starke, Glennis Grace, en begon later zelf muziek uit te brengen.

## Levensloop
Wijdenbosch is begonnen op haar veertiende met zingen. Dit was haar grootste passie, waardoor ze op haar achttiende ging beginnen met de muziekopleiding in Amsterdam. Na het succesvol afronden van deze opleiding, wilde Wijdenbosch aan het Conservatorium in Amsterdam studeren, maar kreeg een theatertour aangeboden voor de Soulsisters waar zij aan mee ging doen. Dit was het begin van haar muzikale carrière.
Zo mocht Wijdenbosch meezingen als achtergrondzangeres bij onder meer Glennis Grace, Berget Lewis, Sabrina Starke en Rita Marley. Daarnaast verzorgde Wijdenbosch de aftershow van D’Angelo.
In 2014 besloot Wijdenbosch om haar eigen muziek uit te gaan brengen, waarmee ze begon met haar eerste single “Psychedelic Love”, waarmee Wijdenbosch uitgeroepen werd tot Radio 6 Soul and Jazz Talent. Als dat nog niet genoeg was won Wijdenbosch ook de Amsterdamse Popprijs 2014, en mocht zij mee touren als support-act tijdens de UK en Benelux tour van Billy Ocean in november en december 2018. Naast haar tour als support-act, trad Wijdenbosch ook op als support-act voor Erykah Badu in poppodium 013 in Tilburg.
In 2019 zong ze samen met Bizzey en Luna Mae mee op het nummer Wifen van Sjaak. Dit nummer was met de 22e positie in de Tipparade van de Nederlandse Top 40 een bescheiden hit.
In 2021 sprak Wijdenbosch de Nederlandse stem in van Okoye in de animatieserie What If...? uit 2021. In 2023 sprak Wijdenbosch overige Nederlandse stemmen in voor de Pixar-film Elemental. In 2024 sprak Wijdenbosch de stem in van pony Thelma in de Netflix-film Thelma the Unicorn.

## The Voice of Holland
In 2018 deed Wijdenbosch mee aan het negende seizoen van The Voice of Holland. Wijdenbosch besloot om aan te sluiten bij het team van Ali B, omdat zij daarmee de meeste raakvlakken had. Sarah-Jane behaalde uiteindelijk de tweede week van de live shows.

## Discografie
| Titel                               | Jaar van uitgifte |
| ----------------------------------- | ----------------- |
| Psychedelic Love                    | 2014              |
| Letter to the Moon                  | 2015              |
| One of a Kind                       | 2016              |
| Letter to the Moon (Calcanda Remix) | 2016              |
| Water                               | 2017              |

| Titel        | Jaar van uitgifte |
| ------------ | ----------------- |
| Deigh & Nite | 2012              |
| Black Magic  | 2017              |

| Titel                      | Jaar |
| -------------------------- | ---- |
| Radio 6 Soul & Jazz Talent | 2014 |
| Amsterdamse Popprijs       | 2014 |